# Johann Gymnich (Politiker)

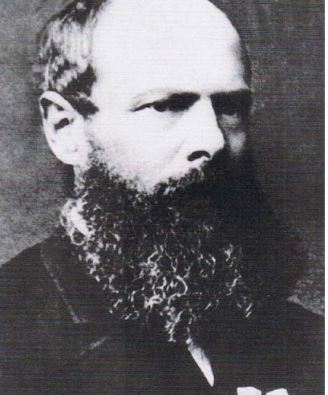
Johann Gymnich

Johann Hubert Aloys Gymnich (auch Gemenich, Gimnich) (* 23. September 1821 in Vaalserquartier; † 5. Mai 1880 in Eschweiler) war ein deutscher Jurist und Politiker.

## Leben
Gymnich war der Sohn des Gutsbesitzers Hubert Aloys Gymnich (getauft 1777 in Laurensberg; † 23. Februar 1831 in Vaalserquartier) und dessen Ehefrau Maria Magdalena geborene Watrin (getauft 1. Mai 1790 in Klimmen (Niederlande); † nicht in Laurensberg, nach 1875). Er war katholischer Konfession und heiratete Anna Barbara Zerres († nach 1880).
Gymnich diente in der preußischen Armee und schied 1871 als Premierleutnant aus dem Dienst aus. Er absolvierte ein juristisches Studium und wurde Landgerichtsassessor. Vom 19. April 1860 bis zu seinem Tod am 5. Mai 1880 wirkte er als Bürgermeister in Eschweiler. Zwischen 1871 und 1879 war er Abgeordneter im Provinziallandtag der Rheinprovinz. Er wurde im Stand der Städte für die Städte Jülich, Eschweiler, Heinsberg, Erkelenz, Geilenkirchen mit Hünshoven und Linnich gewählt.